# Alexander Russ
Alexander Russ (* 19??) ist ein deutscher Architekt und Journalist.

## Werdegang
Alexander Russ studierte zwischen 2001 und 2008 Architektur am Karlsruher Institut für Technologie und arbeitete nach seinem Diplom bei Harris + Kurrle (2008–09), bei Marc Ryf in Zürich (2010–11) und bei Heinle Wischer & Partner in Stuttgart (2011). Er war Redakteur bei Baumeister, Topos, beim Callwey Verlag in München (2014–20) und Senior Editor bei Stylepark (2021–22). Seitdem ist er als freiberuflicher Journalist tätig, u. a. für die Bauwelt und Detail.
Er war Gastkritiker bei Carlo Baumschlager an der ADBK München, saß 2018 in der Jury für den Preis Häuser des Jahres und 2022 in der Expertenjury für den DAM Preis.

## Werk (Auswahl)
- Gute Ideen einfordern. in: Deutsches Architektenblatt 6/2025, S. 20–21 (Architektur: BÜRO MÜHLBAUER)
- Apartment 0, München in: architektur.aktuell 3/2025, S. 112–121 (Architektur: IFUB*)
- Münchner Untergrund. in: db deutsche bauzeitung 1–2/2025, S. 50–55 (Architektur: Fabian A. Wagner)
- Im Westen was Neues. in: Bauwelt 17/2024, S. 10–11
- Zukunft der Zusammenarbeit. in: Detail 9/2024, S. 82–91
- Die Kunst der Erschließung. in: Baumeister 3/2019, S. 30 (Architektur: Tochtermann Wündrich)